# Chalcoscirtus jerusalemicus
Chalcoscirtus jerusalemicus là một loài nhện trong họ Salticidae.
Loài này thuộc chi Chalcoscirtus. Chalcoscirtus jerusalemicus được Jerzy Prószyński miêu tả năm 2000.